# 琳达·莱佩宁
琳达·莱佩宁（芬蘭語：Linda Leppänen，1990年5月31日—），娘家姓韦利迈基（Välimäki），芬兰女子冰球运动员。她曾代表芬兰参加2010年、2014年和2018年冬季奥林匹克运动会冰球比赛，共获得二枚铜牌。